# Championnats d'Europe de judo 1957
Navigation
Édition précédente Édition suivante
La 6e édition des championnats d'Europe de judo, s'est déroulée le 10 novembre 1957 à Rotterdam, aux Pays-Bas.

## Résultats

### Individuels
| Épreuves                         | Or                     | Argent                  | Bronze                                         |
| -------------------------------- | ---------------------- | ----------------------- | ---------------------------------------------- |
| 1er dan                          | John Newman (GBR)      | Marcel Nottola (FRA)    | Jo Dirks (NED) Leopold Pisin (TCH)             |
| 2e dan                           | Franz Sinek (FRG)      | Alan Petherbridge (GBR) | Cor De Wall (NED) Jean Begaux (BEL)            |
| 3e dan                           | Daniel Outelet (BEL)   | Walter Reiter (FRG)     | Tonny Wagennar (NED) Robert Dazzi (FRA)        |
| 4e dan                           | Anton Geesink (NED)    | Henri Courtine (FRA)    | Robert Picard (FRA)                            |
| Poids légers 68 kg               | Koos Bonte (NED)       | Guy Lample (FRA)        | Jan De Waal (NED) Désiré Durieux (BEL)         |
| Poids moyens 80 kg               | Pierre Rigal (FRA)     | Hein Essink (NED)       | Michel Franceschi (FRA) Werner Steinbeck (FRG) |
| Poids lourds +80 kg              | Nicolas Tempesta (ITA) | Etienne Nemer (FRA)     | Jo Dirks (NED) Jiri Masin (TCH)                |
| Toutes catégories catégorie Open | Anton Geesink (NED)    | Bernard Pariset (FRA)   | Gerhard Alpers (FRG) Charles Palmers (GBR)     |

### Par équipes
| Épreuve     | Or                                                                                  | Argent                                                                       | Bronze |
| ----------- | ----------------------------------------------------------------------------------- | ---------------------------------------------------------------------------- | --- |
| Par équipes | Royaume-Uni Geof Gleeson John Newman Charles Palmer Alan Petherbridge Douglas Young | Pays-Bas Jan Anraad Hein Essink Theo van Ierland Anton Geesink Tony Wagenaar | Belgique Pierre Brouha Pierre de Rouck Theodor Guldemont Daniel Outelet Georges Wattier Espagne Pedro Casanovas José del Busto Antonio Navarro José Pons Virgilio |

## Tableau des médailles
Les médailles obtenues dans la compétition par équipes ne sont pas comptabilisées dans le tableau de médailles.
| Rang  | Nation               | Or | Argent | Bronze | Total |
| ----- | -------------------- | -- | ------ | ------ | ----- |
| 1     | Pays-Bas             | 3  | 1      | 5      | 9     |
| 2     | France               | 1  | 5      | 3      | 9     |
| 3     | Allemagne de l'Ouest | 1  | 1      | 2      | 4     |
| 4     | Royaume-Uni          | 1  | 1      | 1      | 3     |
| 5     | Belgique             | 1  | 0      | 2      | 3     |
| 6     | Italie               | 1  | 0      | 0      | 1     |
| 7     | Tchécoslovaquie      | 0  | 0      | 2      | 2     |
| Total | Total                | 8  | 8      | 15     | 31    |

## Sources
- Podiums complets sur le site JudoInside.com.

- Epreuve par équipes sur le site allemand sport-komplett.de.